# Bruno Bobak
Bruno Bobak (ur. 27 grudnia 1923 w Wawelówce koło Skałatu, zm. 24 września 2012 w Saint John, Nowy Brunszwik, Kanada) – kanadyjski artysta malarz, wykładowca i pedagog.

## Życiorys
Urodził się jako Bronisław Józef Bruno Bobak w kolonii Wawelówka, w gminie Grzymałów, rok później jego rodzice emigrowali do Kanady, zamieszkali w Saskatchewan. Po ukończeniu szkoły średniej Bobak zamieszkał w Toronto, gdzie studiował na wydziale artystycznym w Central Technical School pod kierunkiem Carla Schaeffera oraz Art Gallery of Toronto u Arthura Lismera. W 1942 wstąpił w szeregi armii kanadyjskiej i jako najmłodszy, jeden z trzydziestu trzech kanadyjskich artystów walczył na frontach II wojny światowej. W 1944 podczas wystawy sztuki wojennej otrzymał pierwszą nagrodę Canadian Army Competition of Art. Przebywając w Wielkiej Brytanii rozpoczął studia malarskie w Central School of Arts and Crafts oraz w City and Guilds Arts School w Londynie. Po powrocie do Kanady ożenił się i razem z żoną Molly początkowo mieszkał w Ottawie, gdzie pracował w Canadian Government Exhibition Commision. W 1947 przeprowadził się do Vancouver, gdzie wykładał w Vancouver School of Art. W 1960 przeniósł się do Nowego Brunszwiku, gdzie został artystą rezydentem na Uniwersytecie Nowego Brunszwiku, w tym samym roku otrzymał pierwszą nagrodę na Exhibition of Contemporary Art w Vancouver. W 1985 razem z żoną Molly Bobak zostali odznaczeni Orderem Kanady, rok później przeszedł na emeryturę.
Został uhonorowany również nadanym Queen Elizabeth II Silver Jubilee Medal.

## Twórczość
Bruno Bobak jest uznawany za jednego z najwybitniejszych kanadyjskich malarzy batalistycznych, jego prace znajdują się w zbiorach muzealnych w Kanadzie, Polsce, Wielkiej Brytanii i Stanach Zjednoczonych. Posługiwał się techniką akwarelową. Należał do wielu artystycznych stowarzyszeń m.in. Canadian Group of Painters, The Canadian Society of Painters in Water Colours, Etchers and Engravers, The British Columbia Society of Artists oraz The Royal Canadian Academy.